# 1732
| [ Edytuj tabelę ]              | |
| Król Polski                    | - 1709 August II Mocny 1733 |
| Współksiążęta Andory           | - 1714 Simeó de Guinda y Apéztegui 1737 - 1715 Ludwik XV 1774 |
| Elektor Bawarii                | - 1726 Karol Albert 1745 |
| Sułtan Brunei                  | - 1730 Muhammad Alauddin 1745 |
| Cesarz Chin                    | - 1722 Yongzheng 1735 |
| Król Czech                     | - 1711 Karol VI Habsburg 1740 |
| Król Danii                     | - 1730 Chrystian VI 1746 |
| Dalajlama                      | - 1708 Kelzang Gjaco 1757 |
| Cesarz Etiopii                 | - 1730 Ijasu II 1755 |
| Król Francji                   | - 1715 Ludwik XV 1774 |
| Król Hiszpanii                 | - 1724 Filip V 1746 |
| Landgraf Hesji-Kassel          | - 1730 Fryderyk I Heski 1751 |
| Stadhouder Holandii            | - 1702 drugi okres bez stadhoudera 1747 |
| Szach Iranu                    | - 1729 Tahmasp II 1732 - 1732 Abbas III 1736 |
| Państwo Wielkich Mogołów       | - 1720 Mohammed Szah 1748 |
| Król Irlandii                  | - 1727 Jerzy II Hanowerski 1760 |
| Cesarz Japonii                 | - 1709 Nakamikado 1735 |
| Kalif                          | - 1703 Ahmed III 1736 |
| Patriarcha Konstantynopola     | - 1726 Paisjusz II 1732 - 1732 Jeremiasz III 1733 |
| Władca Korei                   | - 1724 Yŏngjo 1776 |
| Książę Kurlandii i Semigalii   | - 1731 Ferdynand Kettler 1737 |
| Książę Liechtensteinu          | - 1721 Józef Jan 1732 - 1732 Józef Wacław 1745 |
| Sułtan Maroka                  | - 1729 Abdullah ibn Ismail 1734 |
| Książę Monako                  | - 1731 Jakub I 1733 |
| Król Nawarry                   | - 1710 Ludwik XV 1774 |
| Król Norwegii                  | - 1730 Chrystian VI 1746 |
| Sułtan Omanu                   | - 1728 Sajf II ibn Sultan 1743 |
| Elektor Palatynatu             | - 1716 Karol III Filip 1742 |
| Papież                         | - 1730 Klemens XII 1740 |
| Książę Parmy i Piacenzy        | - 1731 Karol I 1735 |
| Król Portugalii                | - 1706 Jan V 1750 |
| Król w Prusach                 | - 1713 Fryderyk Wilhelm I 1740 |
| Car Rosji                      | - 1730 Anna 1740 |
| Cesarz Rzymski (niemiecki)     | - 1711 Karol VI Habsburg 1740 |
| Kapitanowie Regenci San Marino | - 1731 Giovanni Antonio Leonardelli Bartolomeo Bedetti 1732 - 1732 Giovanni Benedetto Belluzzi Giovanni Martelli 1732 - 1732 Valerio Maccioni Vincenzo Moracci 1733 |
| Elektor Saksonii               | - 1694 Fryderyk August I (król Polski) 1733 |
| Król Sardynii                  | - 1730 Karol Emanuel III 1773 |
| Król Szwecji                   | - 1720 Fryderyk I Heski 1751 |
| Król Tajlandii                 | - 1709 Tai Sa 1733 |
| Sułtan Turków                  | - 1730 Mahmud I 1754 |
| Doża Wenecji                   | - 1722 Sebastiano Mocenigo 1732 - 1732 Carlo Ruzzini 1735 |
| Król Węgier                    | - 1711 Karol III 1740 |
| Monarcha Wielkiej Brytanii     | - 1727 Jerzy II 1760 |
| Premier Wielkiej Brytanii      | - 1721 Robert Walpole 1742 |

Rok 1732 / MDCCXXXII
stulecia: XVII wiek ~
XVIII wiek ~
XIX wiek

lata: 1722 «
1727 «
1728 «
1729 «
1730 «
1731 «
1732
» 1733
» 1734
» 1735
» 1736
» 1737
» 1742

## Wydarzenia w Polsce
- 31 maja – pożar Zamku Królewskiego w Warszawie.
- 15 sierpnia – została uruchomiona Fontanna Orła Białego w Szczecinie.
- Odbył się przegląd wojsk polskich i saskich pod Warszawą, stanowiący w myśl planów króla Augusta II pokaz siły obu państw przed Prusami.

## Wydarzenia na świecie
- 31 stycznia – otwarto Teatro Argentina w Rzymie.
- 13 września – Traktat Trzech Czarnych Orłów podpisany pomiędzy Austrią, Rosją i Prusami, zwany również „traktatem Loewenwolda” (od nazwiska dyplomaty rosyjskiego, który był jego twórcą). Na celu miał niedopuszczenie do sukcesji na tron polski Stanisława Leszczyńskiego oraz syna Augusta Mocnego, gdyż zależało im na tym, aby Polska rządzona była przez słabego i nieudolnego króla.
- 9 listopada – Alfons Maria Liguori, późniejszy biskup i święty Kościoła rzymskiego, założył zakon redemptorystów.
- 7 grudnia – otwarto Royal Opera House w Covent Garden w Londynie.
- Leonhard Euler wykazał, że {\displaystyle F_{5},} jedna z liczb Fermata, nie jest liczbą pierwszą, ponieważ {\displaystyle F_{5}=4294967297=641\cdot 6700417.} To zaprzeczyło założeniu Fermata, że wszystkie liczby Fermata są pierwsze.

## Urodzili się
- 17 stycznia – Stanisław August Poniatowski, król Polski wielki książę litewski (zm. 1798)
- 20 stycznia – Richard Henry Lee, amerykański prawnik, polityk, senator ze stanu Wirginia (zm. 1794)
- 6 lutego – Charles Lee, brytyjski wojskowy i dyplomata (zm. 1782)
- 22 lutego – George Washington, pierwszy prezydent USA (zm. 1799)
- 31 marca – Joseph Haydn, kompozytor austriacki (zm. 1809)
- 14 maja – Samuel Livermore, amerykański polityk, senator ze stanu New Hampshire (zm. 1803)
- 25 lipca – Karol von Hohenzollern, duchowny katolicki, biskup warmiński (zm. 1803)
- 21 września – Franciszek Wielopolski, polski ziemianin, polityk, prezydent Krakowa, marszałek nadworny koronny (zm. 1809)
- 29 września – Johann Ehrenreich von Fichtel, austriacki prawnik, mineralog i geolog (zm. 1795)
- 30 września – Jacques Necker, genewski finansista i polityk, generalny kontroler finansów, a potem pierwszy minister króla Francji Ludwika XVI (zm. 1804)
- 6 października – Nevil Maskelyne, brytyjski astronom (zm. 1811)
- 30 października – Leopold z Gaiche, włoski franciszkanin, błogosławiony katolicki (zm. 1815)

data dzienna nieznana: 
- Andreas Jonas Czirbesz, węgierski ewangelicki pastor, historyk i przyrodnik (zm. 1813)
- Piotr Won Si-jang, koreański męczennik, błogosławiony katolicki (zm. 1793)

## Zmarli
- 17 lutego – Louis Marchand, organista, klawesynista i kompozytor francuski okresu baroku (ur. 1669)
- 22 września – Herman Moll, grawer, kartograf i wydawca (ur. ok. 1654)
- data dzienna nieznana: 
  - Woodes Rogers, brytyjski gubernator Bahamów, a wcześniej korsarz w służbie brytyjskiej (ur. ok. 1670)

## Święta ruchome
- Tłusty czwartek: 21 lutego
- Ostatki: 26 lutego
- Popielec: 27 lutego
- Niedziela Palmowa: 6 kwietnia
- Wielki Czwartek: 10 kwietnia
- Wielki Piątek: 11 kwietnia
- Wielka Sobota: 12 kwietnia
- Wielkanoc: 13 kwietnia
- Poniedziałek Wielkanocny: 14 kwietnia
- Wniebowstąpienie Pańskie: 22 maja
- Zesłanie Ducha Świętego: 1 czerwca
- Boże Ciało: 12 czerwca